# Chyuluella cribata
Chyuluella cribata là một loài ruồi trong họ Tachinidae.